# Ernest Bohr
Ernest Bohr je bivši danski hokejaš na travi.
Zadnji put se na Olimpijskim igrama pojavio na olimpijskom hokejaškom turniru 1948. u Londonu. Igrao za Dansku, a Danska je ispala u 1. krugu. 

## Vanjske poveznice
- Profil na Sports Reference.com  Arhivirana inačica izvorne stranice od 6. veljače 2013. (Wayback Machine)